# Yasuichi Ōshima
Yasuichi Ōshima (大島やすいち?, Ōshima Yasuichi; Kyoto, 24 marzo 1954) è un fumettista giapponese.
Nel 1984 ha vinto il Kodansha Manga Award nella categoria shōnen con il manga Batsu & Terī. L'altro manga per cui è divenuto famoso anche in Europa, grazie all'anime che ne fu tratto, è Hai Step Jun, del 1985. 
Anche la figlia Towa Ōshima è una nota mangaka.